# Емигсвил (Пенсилванија)
Емигсвил (енгл. Emigsville) насељено је место без административног статуса у америчкој савезној држави Пенсилванија.

## Демографија
По попису из 2010. године број становника је 2.672, што је 205 (8,3%) становника више него 2000. године.
| Група             | 2000.         | 2010.         |
| Белци             | 2.295 (93,0%) | 2.375 (88,9%) |
| Афроамериканци    | 55 (2,2%)     | 107 (4,0%)    |
| Азијати           | 39 (1,6%)     | 30 (1,1%)     |
| Хиспаноамериканци | 50 (2,0%)     | 99 (3,7%)     |
| Укупно            | 2.467         | 2.672         |